# 榛名れん
榛名 れん（はるな れん）は日本の女性声優。主にアダルトゲームに声をあてている。

## 人物
主にヒロイン、お姉さん、大人の女性を演じる事が多いが少女、少年、動物役もこなす。「役幅が広くいろんな役をこなす反面、決め手には欠ける」と自ら評しており、「こういう役なら榛名れんだな」と思い浮かべてもらえるような役者になることが目標とのこと。

## 経歴

### 声優デビューからキャリア初期まで
声優を目指すキッカケになったのは、魔法少女になりたかったということと、『らんま1/2』が大好きでビデオを繰り返し観ているうちに、中の人（＝声優）というものを知り、「自分もやってみたい！」と思うようになったことから。
その後、養成所に入学する。榛名はアダルトゲーム雑誌「BugBug」による2024年のインタビューの中で、当時の自分には声優になりたいという熱意しかなく、具体的な目標やその道筋などを描けておらず、講師からも「まじめだが、光るものがない」と指摘されていたと振り返っている。
声優事務所に所属できない中で夢をあきらめ、派遣社員として事務の仕事を始めた。派遣先の会社の居心地を良さをかんじつつも違和感を感じていた矢先、声優志望のネット友達が養成所に入ったもののレッスンに行かなくなり除籍されたことを知る。榛名はその友達を応援していただけにモヤモヤが募っており、やがて自分ならもっと頑張れるという気持ちが生じ、再び声優に挑戦することにした。
榛名は「声の仕事ならば何でもやる」という気持ちで、『殻ノ少女』のオーディションを受ける。最終審査で落ちたものの、審査の場に立ち会っていたロックンバナナの社長から仕事を紹介され、『満淫痴女電車3 ～痴女FOREVER～』でメインヒロインデビューを果たす
デビューから2年間はサブキャラクターやモブキャラクターが中心だった。榛名はこの時の様子について、同時期にデビューした声優の中には最初からメインヒロイン役に起用される者もいてうらやましかったが、今思えば自分らしい仕事をしてもらえたと振り返っており、このような役で出ていたことがきっかけで、メーカーから継続して起用されるようになったとも話している。この時期に出演していた作品のうち、『碧眼の双騎士フェリルとリリカ』の暗殺者・ロゼ役は、自分が演じたいという想いからオーディションに応募した経緯があり、起用された後も演じやすいと感じたとのちに榛名は振り返っている。また、同作ではロゼ以外にも悪役を演じており、こちらも面白かったと榛名は述懐している。

### 二つの転機
2012年、榛名はLiar-softから発売された『屋上の百合霊さん』で双野 沙紗と剣峰 桐を演じた。榛名はこの作品を転機の一つとして挙げており、同性愛というテーマに加え、心の機敏を中心とした作品であることなどを挙げている。この作品はパートボイスとして発売されたが、2018年にはフルボイス版が発売され、自分の演じたキャラクターに追加の音声がつけられたこともうれしかったと榛名は振り返っている。
また、榛名は声優人生の転機になった作品として、『ばくあね ～弟しぼっちゃうぞ！～』（2014年、アトリエかぐや BARE＆BUNNY）を挙げており、SNS上での反響を通じてブランドの人気を感じ、自身の代表作になったとも話している。榛名はこの作品でクールな性格の姉キャラ・実桜を演じており、同系統の役柄も増えたと述べている。

## 出演
太字はメインキャラクター。

### アダルトゲーム

#### 2009年
- あい☆きゃん（インタビュアー）
- 巨乳ファンタジー（アリステラ）
- 出撃!! 乙女たちの戦場〜闇を切り裂く、にび色の徹甲弾〜（早乙女 登紀子、喜虎 琴美、アレクの部下12号（リリア）、エンヴィー、プライド、七瀬 静香）[4]
- すくぅ〜る・らぶっ!3 〜未来へのアレグレット〜（柳照院 沙利）
- ばにしゅ! 〜おっぱいの消えた王国〜（モブキャラクター[3]）
- 白光のヴァルーシア（マニージュ、イーシャ）
- 碧眼の双騎士フェリルとリリカ（ロゼ・ケンティフォリア[3]）
- 満淫痴女電車3 〜痴女FOREVER〜（宮野原 淳） - デビュー作[3]
- 乱れて交わる俺と姫（マリア）

#### 2010年
- ヴァルプルギス（メイガスオーダーA）
- 王国強制・性辱王女（フレイア・ジュリアス・リオンディーズ）
- 紫影のソナーニル -What a beautiful memories-（ユリアナ、ヴィヴィ）
- しゃーまんず・さんくちゅあり -巫女の聖域-
- 黄昏のエレジーア 〜Divus Rabies 0〜（シエラ＝レヴェントン）
- 月染の枷鎖 -the end of scarlet luna-（御桜 静香）
- 妻みぐい ボイス追加ダウンロード版（川村 なつめ）
- 裸の王様（喜ばせ組2）
- はぴ☆さま! 〜宮乃森村へようこそ!〜（穂香の母）
- 孕ノ胤（松館 桜）
- はるかぜどりに、とまりぎを。 2nd Story 〜月の扉と海の欠片〜
- 魔女っ娘ママ（天海 有紀）
- 万引き、ダメ。絶対!! 〜清楚な万引き女子・クラス全員2本挿し! ダブルω計画〜（大早川 鈴、大川内 帷、郡司 遼子）
- 巫女ママ（外川 由紀子）
- もっと ハラマセテ戦乙女（ロキ）
- りぼる・さもなー（サバラン）
- Let's 快盗! ヌすみ系!? 〜あの子のハートの盗み方、教えます♪〜（猫倉 蘭）

#### 2011年
- 俺はツマキラー 〜妻5人、娘5人、親娘丼おかわりっ!〜（園村 芽衣子） [5]
- サクラの空と、君のコト -Sweet Petals For My Dear-（御桜 遥香）
- 漆黒のシャルノス -What a beautiful tomorrow- Fullvoice ReBORN Edition （女子生徒B）[6]
- 獣魔戦姫エクセリア 〜異種交配実験のはてに〜（エクセリア・アルカディウス）[7]
- 赫炎のインガノック - what a beautiful people - Fullvoice ReBORN Edition （ミース）
- 絶対中出し☆孕ませ学園（大倉山 エリカ）
- 戦極姫3〜天下を切り裂く光と影〜（直江 兼続[8]、佐竹 義重[9]）
- 蒼天のセレナリア -What a beautiful world- Fullvoice ReBORN Edition （ラレイン・アステア）
- 大帝国
- 懲罰指導 〜学園令嬢更性計画〜（遠野 美月）
- デイドリーム・ビリーバー（柊 佳織）[10]
- テンタクルロード-我が手に堕ちよ勇壮なる乙女-（クリスティーナ・リンドベルド）[11]
- 白濁の蒼きエレナ〜射精したら封印が解けるなんてむしろご褒美です〜（黒石 琴音）[12]
- ママの公園デビュー（曽我部 奈緒美）
- 魔物娘たちとの楽園 〜蜘蛛と鳥と◎と〜（ルピュア）

#### 2012年
- OH! ステルス紳士 〜隠密ザーメン公開中出し学園〜（木邨 優奈[13]、霜月 小夜子[14]）
- 黄雷のガクトゥーン（アナベス･ウィリアム･マードックJr、エーリッヒ･ツァン）
- 屋上の百合霊さん（双野 沙紗[15]、剣峰 桐[16]）
- おれつま! 〜オレがマンション管理人になったら人妻たちとちょっとイイコトできちゃうかも!?〜（開田 満子）[17]
- JKとエロ議員センセイ〜旧家のお嬢様JKを愛人にしてヤリたい放題〜（青山 初音）
- 出撃!乙女たちの戦場3〜電撃作戦!戦果はエースの名のもとに〜（E・A[18]、ルシファー[19]）
- 聖もんむす学園（キューテ＝オトカノ）[20]
- 戦極姫4〜争覇百計、花守る誓い〜（直江 兼続[21]）
- 団地妻となう。（藤森 美里）[22]
- 時計仕掛けのレイライン 〜黄昏時の境界線〜（射場 久美子）[23]
- 瞳の烙淫2 〜絶対不可避の審媚眼〜（来橋 都[24]、近藤 毬[25]）
- 平グモちゃん（聚楽）[26]

#### 2013年
- あいこみゅ!! -IDOL Communication-（御桜 夏香）[27]
- 黄雷のガクトゥーン シャイニングナイト（アナベス･ウィリアム･マードックJr、エーリッヒ･ツァン）
- 巨乳×露出 -Kカップもぎたて果実とLカップ熟れた果実のお外でぷるるん味比べ!-（狛江 夏美）[28]
- 桜舞う乙女のロンド（神楽坂 聖）[29]
- 星彩のレゾナンス（中村 真琴）[30]
- せんすいぶ!（長谷見 優衣）[31]
- 電車内でなう。（日沖 環）[32]
- 時計仕掛けのレイライン -残影の夜が明ける時-（射場 久美子）[33]
- どらぺこ! 〜おねだりドラゴンとおっぱい勇者〜（アンジェラ）[34]
- NO,THANK YOU!!!（望月 香織、斉藤 夢歩）[35]
- 炎の孕ませ"わんぱく"おっぱいお嬢さま学園（姉ヶ原 凛）[36]
- MONSTER PARK2 FANDISC 〜Lost episode〜（カルミラ・ハル・ロッシュ）[37]
- MA☆KO HUNTER（エレンシア、ティットゥル）[38]

#### 2014年
- 愛サレるームメイト（玄蔵院 瑛美里）[39]
- 悪堕ラビリンス（ソプラノ）[40]
- イセカイラヴァーズ〜巨乳の勇者達はちょろいん〜（アイーダ・シ・ダーニ）[41]
- えろまんが! Hもマンガもステップアップ♪（白石 彩）[42]
- 彼女が俺にくれたもの。 俺が彼女にあげるもの。 〜KISS My Darling:めちゃ婚 case3〜（タイガ）[43]
- 聖もんむすFestival!! 〜お祭りだよ全員集合!〜（ルピュア・オトカネ、キューテ・オトカネ）[44][45]
- 手籠めにされる九人の堕女（百瀬 麻希）[46]
- デモニオンII〜魔王と三人の女王〜（ミネルヴァ）[47]
- なまイキ〜生粋荘へようこそ!〜（鳴賀多 紗希）[48]
- ばくあね〜弟しぼっちゃうぞ!〜（早崎 実桜）[49][3]
- 爆乳女捜査官〜淫欲の白濁ぬるぬる尋問〜（真行寺 ユキ）[50]
- 炎の孕ませ乳ドルマイ★スター学園Z（逢沢 桃夏）[51]
- MeltyMoment -メルティモーメント-（荻嶋 鏡水）[52]
- MeltyMoment ミニファンディスク 葵&鏡水 Ver（荻嶋 鏡水）
- もしも用務員のおじさんが催眠を覚えたら… 〜女教師を淫らに堕とす、肉欲の法悦催眠〜（佐渡 紗和子）[53]

#### 2015年
- 姉とプリンセスは嫌われたくない。-俺のラブコメ18禁フラグ、またしても管理できず-（めれんげ）[54]
- イブニクル（ティオ）[55]
- ウルスラグナ〜征戦のデュエリスト〜（キスキル）[56]
- 神楽花莚譚（須波 御琴）[57]
- 君と恋する学園喫茶（桔梗院 雛）[58]
- 巨乳ファンタジー デジタルノベライズ版（エストリア）[59]
- じゅ〜にんかんり! 〜10人の乙女に愛の手を〜（舞原 弥生）[60]
- 出動!! 変態勇者パンティ仮面!!（下野 霧香 / パンティ仮面）[61]
- 戦極姫6〜天下覚醒、新月の煌き〜（冷泉 隆豊、江里口 信常、相良 義陽）[62]
- 塔の下のエクセルキトゥス（アイイス・フォン・オルファビウス）[63]
- 時計仕掛けのレイライン -朝霧に散る花-（射場 久美子）[64]
- 虜ノ旋律 淫らに喘ぐ処女セクステット（鳴神 千弦）[65]
- ハラミタマ（ルル・ランチェスター）[66]
- ふたなりエルフ快楽調教（セシル）[67]
- 見上げてごらん、夜空の星を（コタロウ）
- 淫らに喘ぐ七人の夜這いする孕女（八神 雪乃）[68]
- メイプルカラーズHHH〜クラス全員俺の嫁!〜（赤馬 速矢）[69]
- Re;Lord 第二章 〜ケルンの魔女と黒猫〜（カヤ・ファルトマン）[70]

#### 2016年
- アンゲネームプラッツ（上泉 優菜）[71]
- 淫靡蕩少女――抗いし純真なる少女――（アザレア）[72]
- 神楽訪神歌（須波 御琴）[73]
- ギラ星アイドル裏プロジェクト（鈴森 嵐子）[74]
- サクラノモリ†ドリーマーズ（衿坂 美冬）[75]
- セクロスフィア（中野 守凛）[76]
- 大迷宮＆大迷惑（黒塚）
- ボッチムスメ×プロデュース計画。（真央）[77]
- 見上げてごらん、夜空の星を FINE DAYS（コタロウ）[78]
- 牝贄狩〜淫虐のアーケード街（嶺岸 梨佳）[79]
- 遊聖天使プリマヴェールDrei（シャンベリア）[80]

#### 2017年
- 天結いキャッスルマイスター[81]
- 面影レイルバック（椎名 杳子)[82]
- 神楽箱・肆（須波 御琴）[83]
- 過保護なママとむっちむちママさんバレー（伊丹 響子)[84]
- キミに迫るオトメのレッスン（霧ヶ峰 琴音）[85]
- 巨乳ファンタジー3if（デストラ）[86]
- 健全!変態生活のススメ（前園 千尋）[87]
- コウミガミ〜嘆き嗤う蛇神、妹なる者々が紡ぎし口碑〜（神蛇 鏡佳）[88]
- サイミンアプリ-悪夢の寝取られゲーム-（紫藤 エマ）[89]
- サクラノモリ†ドリーマーズ2（衿坂 美冬）[90]
- しごカレ〜エッチな女子大生とドキ×2ラブレッスン!!〜（七条 百香）[91]
- 善悪（渡部 牧子）[92]
- 戦極姫7〜戦雲つらぬく紅蓮の遺志〜（望月 六郎、相良 武任）[93][94]
- 虜ノ旋律～淫らに喘ぐ処女セクステット～The Motion（鳴神 千弦)[95]
- はるるみなもに!（今小町 丹菊）[96]
- 美少女万華鏡-罪と罰の少女-（藤堂 咲）[97]
- 魔物娘の育て方〜ラミア＆ハーピー〜（ピィ）[98]
- Re;Lord第三章〜グローセンの魔王と最後の魔女〜（カヤ・ファルトマン）[99]

#### 2018年
- 俺を欲しがる二人の母（市橋 秋穂)[100]
- 屋上の百合霊さん～フルコーラス～（双野 沙紗)[101][3]
- 9-nine- そらいろそらうたそらのおと（新見母)[102]
- 奪われ妻 ～完堕ち温泉社淫旅行～（鷹取 明音)[103]
- Love×Holic ～魅惑の乙女と白濁カンケイ～（白狛千 桔梗、グラァネ)[104]
- 見上げてごらん、夜空の星を Interstellar Focus（コタロウ)[105]
- 支配の教壇（松原 美璃亜)[106]
- Kiss＆Crisis（大知 玲奈)[107]
- 性欲が止まらないご主人様と三人のメイドたち（大河 玲奈)[108]
- ラズベリーキューブ（詠)[109]
- 鉄と裸II ～敗北の女帝～（ナヴァーリ＝ストランド)[110]
- サイミンアプリ Another -終わらない寝取られゲーム-（紫藤 エマ)[111]
- これからアナタを奪うから!!! -ユウワク・ソウダツ・シスターズ-（御堂 綾)[112]
- 母三人とアナあそび（市橋 秋穂)[113]

#### 2019年
- 俺のアレが神聖過ぎて重宝されるんだが!?（エミリー)[114]
- イブニクル2（シャーロット・ブロンテ)[115]
- 屈辱2（安達 澪里)[116]
- 催眠術4（古橋 涼菜)[117]
- クロスブリードジョーカー（ラブ)[118]
- 姫と穢欲のサクリファイス（テレサ・エルミニア)[119]
- 絶頂尋問/洗脳機姦（伊賀崎 ユイ)[120]
- エデンズリッター第2章 獄悦の竜皇女ヒルデガルド（ルーティア)[121]す
- ままごと ～ママとないしょのエッチしましょ～（北川 千景)[122]
- カオスドミナス（マルタ)[123]
- 姦淫特急連結セット ～肉欲のクルーズトレインの旅～
- ままごと ～ママとないしょのエッチしましょ～（北川 千景）
- 健全!変態公僕のツトメ（前園 千尋）

#### 2020年
- 絶頂病棟/医凌機姦Vol2 AVG（蛍）
- 9-nine- ゆきいろゆきはなゆきのあと
- 搾精士のお姉さん ～女性だけの街で精液奴隷にされちゃった僕～（花井 絵麻）
- エデンズリッター 第2章外伝 煉獄の魔王バルベリト編（ルーティア[124]）
- ドーナドーナ いっしょにわるいことをしよう（ミストレス）[125]
- 隷嬢管理棟 ～制服少女たちの搾乳隷属記～（八戸 梢恵）[126]

#### 2021年
- 天冥のコンキスタ -魔族制圧編-（カミラ[127]）
- 姉は徒然なるママに 〜弟のHなお世話は甘エロJKシスターズにお任せ!〜（清水 沙月[128]）
- 巨乳軍人支配催眠「私の任務は貴方にご奉仕する事です。色んな穴をご自由にお使い下さい」（カレン・ストラウス[129]）
- ふたなり潜入捜査セイカ（鞠川 リーゼ[130]）

#### 2022年
- 電愛カノジョ 〜サ終を過ぎてもきみといたい〜（ルーチェ[131]）

#### 2023年
- Bunny's ママ代行サービス(小田 清子[132])
- 神楽黎明記 〜御琴の章〜（須波 御琴）
- 艶嬢学園 ～【炎上女子】を指導せよ！～ (黒川 冬由乃)

#### 2024年
- 淫従くノ一 〜忠義を超える隷属〜（楓姫[133]）
- 姦淫特急『夜鷹』 ～ 獣欲連鎖、真夏の花火大会 ～（尾崎 由香利[134]）
- 催眠性活指導（綾部真冬[3]）
- 健全!変態隣人のサダメ[3]
- 恋愛弱者な幼馴染少女と恋愛強者な彼女（加藤 小春[135]）

#### 2025年
- 巨乳ファンタジー5 〜王子リーン〜（ソニア[136]）
- ヒミツの合宿 -スク水ヒップに溺れたい-（美々津 蜜）
- 極限痴漢特異点NEO（神宮寺 恵那）

### OVA
- 懲罰指導 〜学園令嬢更性計画〜（遠野 美月）
- 秘書課ドロップ THE ANIMATION（中里 仁美）
- たゆたゆ（天音紫穂）
- ばくあね 弟しぼっちゃうぞ！ THE ANIMATION（みお）
- なまイキ ～生粋荘へようこそ！～ THE ANIMATION（鳴賀多 紗希）
- 炎の孕ませ乳（パイ）ドルマイ★スター学園Z THE ANIMATION（逢沢 桃夏）
- 逆転魔女裁判 ～痴女な魔女に裁かれちゃう～ THE ANIMATION（艶間 薫）
- 対魔忍アサギ3 ＃01 叶わぬ願い（八津 紫）
- PANDRA―白き欲望 黒の希望―II THE ANIMATION（アルマ)
- 神曲のグリモワール THE ANIMATION 第二章「強欲の魔導書」（アダム）
- おいでよ！水龍敬ランド（ユキ）

### コンシューマーゲーム
- 紫影のソナーニルRefrain（ユリアナ、ヴィヴィ[137]）
- 時計仕掛けのレイライン -陽炎に彷徨う魔女-（射場 久美子）
- 戦極姫7 ～戦雲つらぬく紅蓮の遺志～（相良 武任、望月 六郎)[138]

### ソーシャルゲーム
- 対魔忍RPG(朝比奈逸華[139])
- 宝石姫 JEWEL PRINCESS（スファレライト、ピンクオパール、ブラックオパール）
- 超昂大戦 エスカレーションヒロインズ（血の切裂余命 / 切裂 余命）[140]

### ドラマCD
- 黄雷のガクトゥーン 間違いの悲劇（アナベス･ウィリアム･マードックJr）
- 屋上の百合霊さん 友情プラン（剣峰 桐）
- 屋上の百合霊さん 九星ラジオ（双野 沙紗）

### 関連書籍
- 美少女ゲーム声優のお仕事2（2013年、ミリオン出版）